# (100595) 1997 PA2
(100595) 1997 PA2 es un asteroide perteneciente al cinturón de asteroides, descubierto el 4 de agosto de 1997 por Adrián Galád y el también astrónomo Alexander Pravda desde el Observatorio Astrofísico y Geofísico de Modra, Modra, Eslovaquia.

## Designación y nombre
Designado provisionalmente como 1997 PA2.

## Características orbitales
1997 PA2 está situado a una distancia media del Sol de 2,936 ua, pudiendo alejarse hasta 3,214 ua y acercarse hasta 2,659 ua. Su excentricidad es 0,094 y la inclinación orbital 2,283 grados. Emplea 1838,45 días en completar una órbita alrededor del Sol.
Los próximos acercamientos a la órbita de Júpiter se producirán el 27 de enero de 2085 y el 30 de diciembre de 2119.

## Características físicas
La magnitud absoluta de 1997 PA2 es 15,8.